# Marco Jäger
Marco Jäger (* 19. Januar 1981) ist ein ehemaliger deutscher Bahnradsportler.
1999 wurde Marco Jäger bei den UCI-Bahn-Weltmeisterschaften der Junioren in Athen Zweiter im Sprint und Dritter im Teamsprint, gemeinsam mit Peter Clemen und David Rohler. 2000 wurde er deutscher Vize-Meister im Teamsprint, gemeinsam mit André Schütze und Sven Peterschick. 2001 in Chemnitz und 2002 in Büttgen belegte er jeweils Rang drei im Teamsprint. 2004 wurde er in Leipzig deutscher Vize-Meister im 1000-Meter-Zeitfahren; bei den Athens Open Balkan Championship wurde er Zweiter im Teamsprint (mit Jan van Eijden und Michael Seidenbecher) und Dritter im Zeitfahren.
2005 war das erfolgreichste Jahr für Marco Jäger: In Fiorenzuola d’Arda wurde er Europameister im Sprint-Omnium sowie Vize-Europameister im Teamsprint, mit Giese und Robert Förstemann. Bei den deutschen Bahnmeisterschaften wurde er im Teamsprint zusammen mit Daniel Giese und Sören Lausberg deutscher Meister, im Zeitfahren Zweiter und im Sprint sowie im Keirin jeweils Dritter. 2006 belegte er nochmals im Keirin Rang drei.
Ende 2006 beendete Jäger seine aktive Radsport-Laufbahn.